# Uwe Appold
Uwe Appold (* 24. Juni 1942 in Wilhelmshaven) ist ein deutscher Diplom-Designer, Bildhauer und Maler.

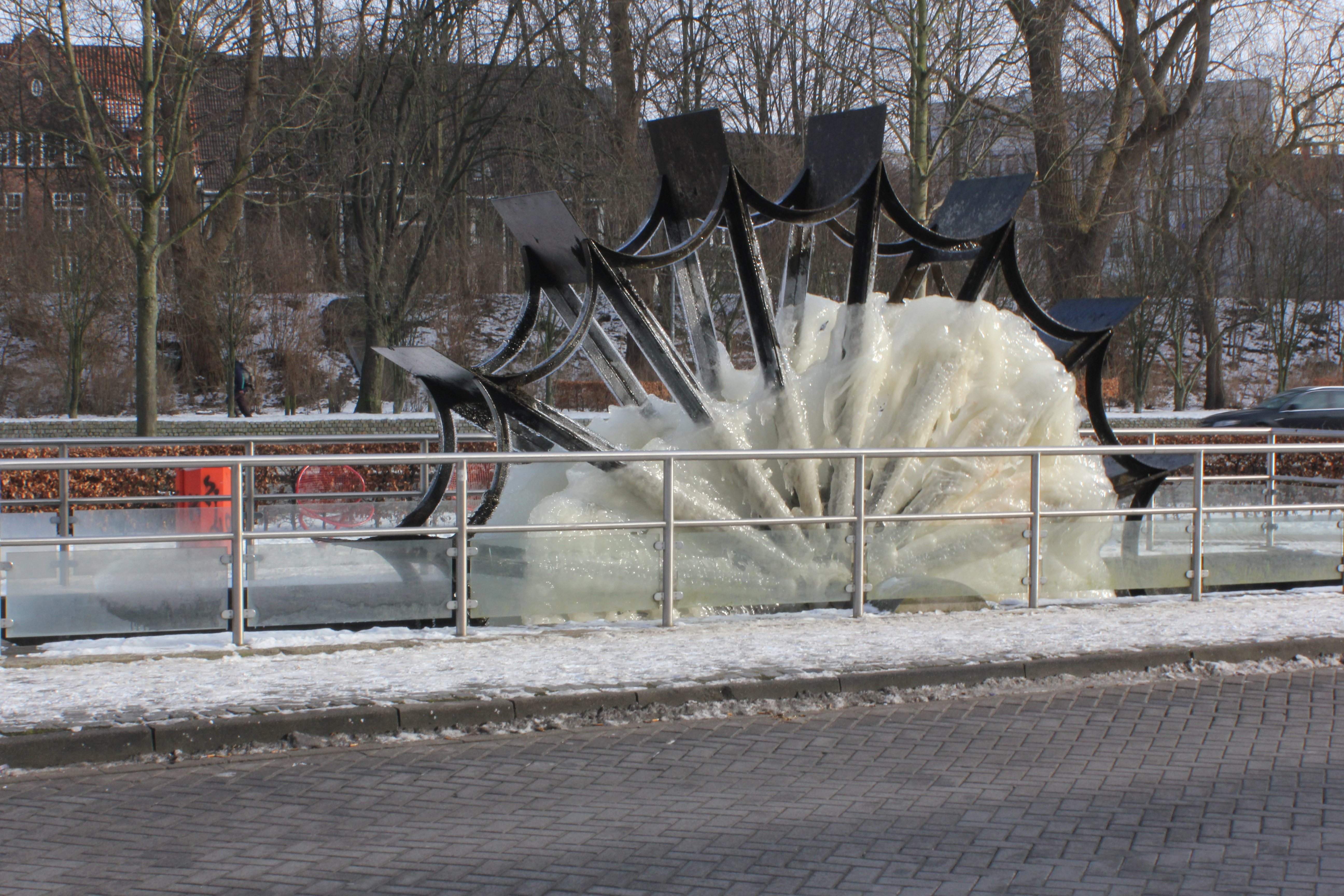
Das Mühlenstrom-Wasserrad beim Flensburger ZOB, welches von Uwe Appold entworfen wurde, im Winter.

## Biographie
Die künstlerische Laufbahn von Uwe Appold begann 1962 mit einer Lehre zum Bildhauer und 1966 mit dem Abschluss in künstlerischer Formgebung und Gestaltung an der damaligen Werkkunstschule in Flensburg (heute: Berufsfachschule Holzbildhauerei Flensburg). 1975 ging er als Stipendiat des Landes Schleswig-Holstein nach Paris und erhielt 1980 den Kulturpreis seiner Geburtsstadt Wilhelmshaven. Nach der Berufung in den Deutschen Werkbund 1985 wandte er sich vermehrt den großen abendländischen Themen zu. Es entstanden Zyklen zu Prometheus, Perceval, Golgatha, Elia, Apokalypse, Kreuzesworte etc. Weitere Stationen waren 1988 ein Arbeitsaufenthalt im Kloster Chorin (DDR) sowie 1998 eine Lehrtätigkeit an der Nationalakademie in Hangzhou/China für abstrakte Malerei. Zur Expo 2000 wurde sein Zyklus Elia in Celle gezeigt. Uwe Appold lebt und arbeitet in Norddeutschland, bis 2006 lehrte er an der Fachschule für Technik und Gestaltung in Flensburg.
Im Jahr 2018/19 gestaltete Uwe Appold das Gehäuse der neuen Orgel in der St.-Johannis-Kirche zu Adelby in Flensburg.

## Ausstellungen
Seit 1962 präsentiert Uwe Appold seine Arbeiten regelmäßig auf Ausstellungen, u. a. in Deutschland, Monaco, Dänemark, Polen, Estland, Frankreich, Österreich, Spanien, Griechenland, China, Belgien:
- 1962 Oldenburg
- 1973 Flensburg
- 1975 Galerie Hiri in Paris
- 1979 Horsens Sparekasse in Dänemark
- 1980 Kunsthalle in Wilhelmshaven
- 1980 Kunstverein e. V. in Flensburg
- 1981 Galerie M in Wilhelmshaven
- 1982 Kunstverein Kaponier e. V. in Vechta, Torhaus Burg Kniphausen in Wilhelmshaven
- 1983 Haus am Lützowplatz in Berlin
- 1984 Galerie Pregaard in Aabenraa/Dänemark, Galerie Kruse in Flensburg Museum für Kunst und Kulturgeschichte in Lübeck
- 1985 Galerie Könning in Schleswig, Akademie Sankelmark in Oeversee, Landeshaus in Kiel, Galerie Apex und Kulturamt der Stadt Göttingen
- 1986 Autokraft in Kiel-Wellsee, Marienkirche in Flensburg
- 1987 Spanuthaus Flensburg, Evangelische Akademie Nordelbien und Stadt Bad Segeberg
- 1988 Galerie Könning in Schleswig
- 1989 Evangelische Akademie in Bad Segeberg, Galerie An in Flensburg
- 1990 SPD-Landesverband Schleswig-Holstein in Kiel
- 1991 Eeste Näituste in Tallinn/Estland, Eesti Kunstnike Liit
- 1992 Fachhochschule in Kiel
- 1993 Ateliereröffnung in Unewatt: Die Farbe Gelb
- 1994 Einrichtung einer permanenten Präsentation von Plastiken in der Landschaft von Unewatt, Luther-Kirche zu Fissau in Eutin
- 1994/95 Autokraft in Kiel-Wellsee
- 1995 Galerie Pregaard in Aabenraa/Dänemark, Verlag Flensborg Avis in Flensburg
- 1995/99 Der Elia-Zyklus in Flensburg, Eckernförde, Dinslaken, Oberhausen, Oberhausen-Buschhausen, Essen-Frohnhausen, Duisburg-Duissern, Mülheim, Düsseldorf, Neuss, Bonn, Bad Godesberg, Siegburg, Duisburg, Aachen, Neuwied, Langenfeld, Berlin
- 1996  Galerie siebzehn in Neumünster, Galerie Marianne Meyer Bayreuth
- 1997 Installation für das Büro des Regierungssprechers der Schleswig-Holsteinischen Landesregierung in Kiel, Wenzel-Hablik Museum in Itzehoe
- 1998 Garnison- und Christuskirche in Wilhelmshaven, Kunsthaus Galerie M in Wilhelmshaven, Nationalakademie in Hangzhou/China
- 1999 Kirchenkreis an der Agger
- 1999/00 Kirchenkreis Flensburg
- 2000 Elia Gemeinde und Hedwig Krankenhaus in Berlin, Kirchenkreis Flensburg, Pauluskirche in Bad Kreuznach, Stadtkirche St. Marien in Celle
- 2001 Oberhausen, Kirchenkreis Mülheim an der Ruhr, Kirchenkreis Düsseldorf-Süd, Kirchengemeinde Rheydt
- 2001/02 Ev. Kirchenkreis und Kath. Stadtdekanat in Leverkusen
- 2002 Ev. Fachhochschule RWL in Bochum, Chóra, Patmos/Griechenland, St. Stephani in Bremen, Staatskanzlei des Finanzministeriums Schleswig-Holstein, Europäisches Parlament in Brüssel
- 2003 Lippischer Kirchenkreis und Stadtdekanat in Detmold, Oldenburg i.O. und Vechta, St. Aposteln in Köln, EDG Bank in Kiel und Berlin, 1. Ökumenischer Kirchentag in Berlin, Innovationszentrum IZET in Itzehoe, Friedrich-Ebert-Krankenhaus in Neumünster
- 2004 Nord LB in Hannover, Hannover EDK in Herrenhausen, St. Nikolai zu Flensburg, St. Chrysanthus und Daria in Haan, St. Leonhard-Kirche in Koldenbüttel, Katholikentag in Ulm, Basilika in Trier, St. Nikolai in Stralsund, Krankenhaus in Plön, Dom zu Lübeck, Klinik in Preetz
- 2005 Klinik Preetz, St. Nikolai zu Kiel, Ev. Kirchengemeinde Köln-Klettenberg, Altenberger Dom, Bürgermeister-Smidt Gedächtniskirche in Bremerhaven, 30. Evangelischer Kirchentag, St. Sakrament, Düsseldorf-Heerdt, 20. Weltjugendtag Köln 2005, Versöhnungskirche Meerbusch-Strümp, Kreuzkirche Meerbusch-Lank, Johanniskirche in Rahden/Westf.
- 2006 St. Nikolai in Flensburg, St. Marien in Flensburg, St. Johannis in Flensburg, St. Peter und Paul in Ratingen, Versöhnungskirche Bonn-Beuel
- 2007 St. Pankratius in Burgdorf, Stadtsparkasse in Burgdorf

## Werke
Auszug der öffentlich aufgestellten Werke:
- 1982 Doppelkentaur am Hiroshima-Platz in Göttingen
- 1985 Brunnenanlage Harrislee in Harrislee[2]
- 1986 Stahlskulptur Landschaft im Skulpturenpark Nortorf[3]
- 1995 Stahlskulptur Sommernachtstraum in Kiel[4]
- 1998 Stahlskulptur Mühlenstrom–Wasserrad in Flensburg[5]
- 1998 Stahlskulptur Geburtstagsthron in Kiel[6]
- 1998 Stahlskulptur Lob des Dezimalsystems in Neumünster[7]